# Choerodon frenatus
Choerodon frenatus là một loài cá biển thuộc chi Choerodon trong họ Cá bàng chài. Loài này được mô tả lần đầu tiên vào năm 1910.

## Từ nguyên
Tính từ định danh frenatus trong tiếng Latinh mang nghĩa là "có đeo dây cương", hàm ý đề cập đến các vệt sọc xanh lam trên đầu của loài cá này.

## Phạm vi phân bố và môi trường sống
C. frenatus là một loài đặc hữu của vùng biển phía đông nước Úc, từ Cairns, Queensland đến sông Clarence, New South Wales. Loài cá này được tìm thấy ở những khu vực có nền đáy mềm và đá vụn, độ sâu khoảng 28–83 m.

## Mô tả
Chiều dài lớn nhất được ghi nhận ở C. frenatus là 20 cm. Cơ thể phớt màu ô liu ở thân trên; hai bên thân màu hồng, trắng ở bụng. Vảy cá có thể có các vạch màu xanh lam nhạt hoặc tím nhạt. Đầu có nhiều vệt sọc xanh. Phía trên đường bên có một vệt sọc màu đỏ.
Số gai ở vây lưng: 13; Số tia vây ở vây lưng: 7; Số gai ở vây hậu môn: 3; Số tia vây ở vây hậu môn: 10; Số tia vây ở vây ngực: 15; Số gai ở vây bụng: 1; Số tia vây ở vây bụng: 5.

## Sinh thái học
Thức ăn của C. frenatus có lẽ là những loài động vật có vỏ cứng, bao gồm giáp xác, nhuyễn thể và cầu gai. Chúng có thể sống thành từng nhóm nhỏ.

### Trích dẫn
- Gomon, Martin F. (2017). "A review of the tuskfishes, genus Choerodon (Labridae, Perciformes), with descriptions of three new species" (PDF). Memoirs of Museum Victoria. Quyển 76. tr. 1–111. doi:10.24199/j.mmv.2017.76.01.